# Bobby Lee
Robert Young "Bobby" Lee (San Diego, Califòrnia, Estats Units, 17 de setembre de 1971) és un actor estatunidenc.